# Salvador Valdés Mesa
Salvador Valdés Mesa, né le 13 juin 1945 à Amancio (Las Tunas), est un homme politique cubain, vice-président de la république de Cuba depuis le 10 octobre 2019.
De 2018 à 2019, il est le premier vice-président du conseil d'État et du conseil des ministres de Cuba.